# Humble de Bisignano
Humble de Bisignano (en italien : Umile da Bisignano), né le 26 août 1582 à Bisignano où il est mort le 26 novembre 1637, est un franciscain réformé italien reconnu saint par l'Église catholique, et célébré le 26 novembre.

## Biographie
Fils de Giovanni Pirozzo et de Ginevra Giardino, Humble naît le 26 août 1582 à Bisignano en Calabre. Il reçoit le prénom de Luca Antonio au baptême.
Déjà enfant, il manifeste une très profonde piété, assistant tous les jours à la messe, méditant la Passion, même quand il travaille aux champs, communiant aussi souvent que possible.
Dès l'âge de dix-huit ans, il ressent fortement sa vocation religieuse, mais doit patienter encore neuf ans avant de pouvoir y accéder, multipliant pendant ce long délai les privations et vivant une vie austère remplie de charité et du souci des autres.
Humble a vingt-sept ans quand il intègre le noviciat des Franciscains réformés à Mesoraca, où il a comme professeurs Antonio de Rossano et Cosimo de Bisignano. Il prononce ses vœux religieux le 4 septembre 1610 et se met sous la protection de la Vierge Marie.

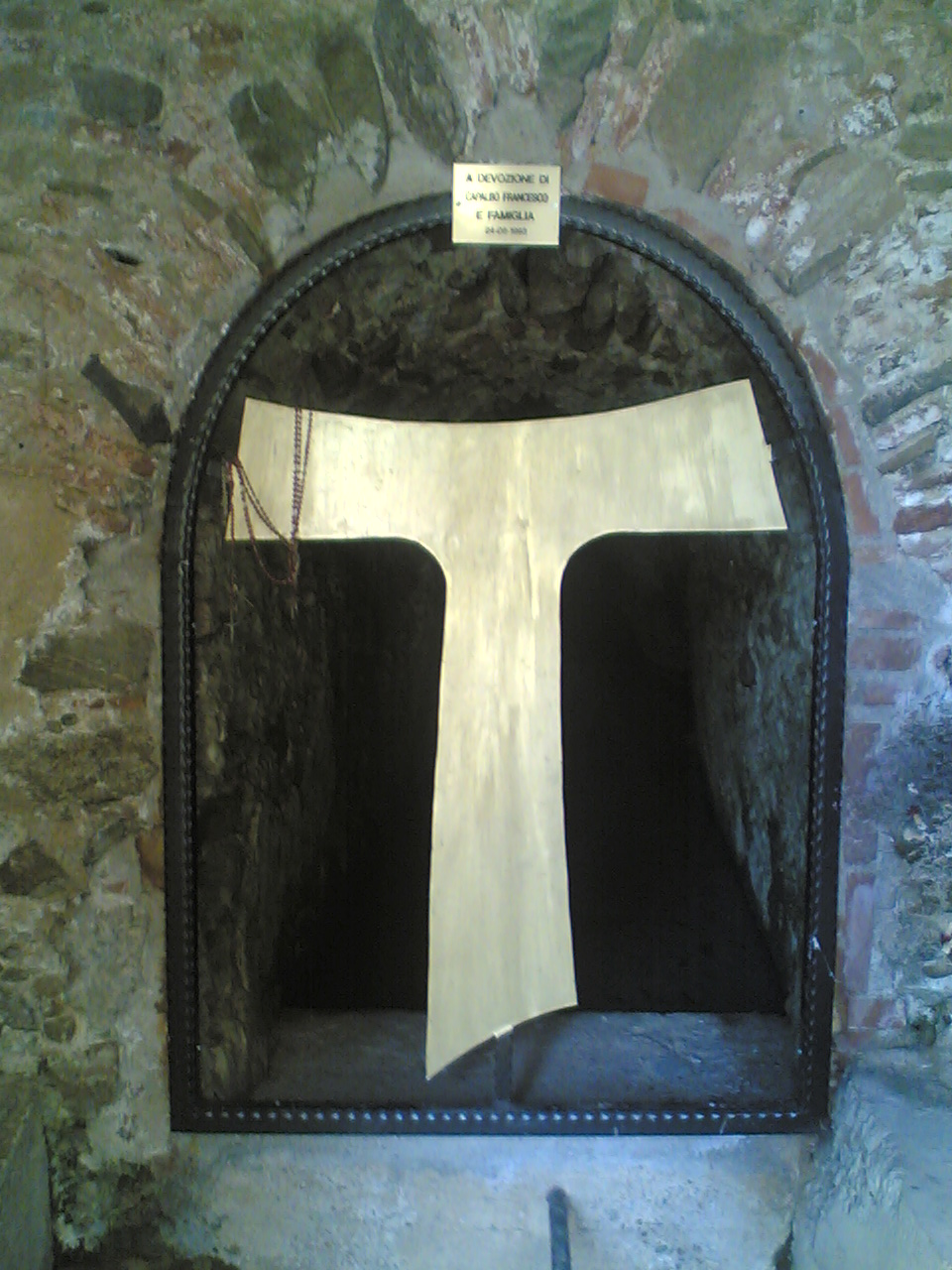
La grotte de saint Humble et son eau miraculeuse à l'origine de plusieurs guérisons.

À partir de là, il accomplit toutes ses tâches avec ardeur, simplicité et humilité, mendiant, effectuant tous les travaux manuels qui lui sont demandés par ses supérieurs. Il passe son temps libre à la chorale ou dans l'église. En nettoyant le jardin, selon l'affectation du supérieur du couvent, il découvre une grotte, au fond de laquelle il trouve une veine d'eau très claire qui devient bientôt miraculeuse. Avec la permission de son supérieur, Humble se retire dans cette grotte, même la nuit, pour se recueillir en prière, bien qu'il soit souvent détourné de cette intention, d'après le frère François de Saint-Marc, par des apparitions infernales qui le malmènent.
Déjà au temps de son noviciat, ses frères avaient remarqué sa maturité spirituelle, et sa ferveur dans l'observance de la règle. Il prie sans cesse, quelles que soient ses occupations matérielles, il est humble, docile, tout le temps gai. Il pratique pénitence et mortifications, et sa charité envers les pauvres est immense.
Depuis sa jeunesse, il bénéficie d'extases chaque fois qu'il prie intensément. Mais ces manifestations entraînent la suspicion de l'autorité ecclésiastique, méfiante devant l'origine de ces grâces.
Par ailleurs, bien que n'ayant pas fait d'études, il peut répondre à n'importe quelle question concernant l'Écriture Sainte, stupéfiant les théologiens. Pour ces deux raisons, il est longuement interrogé par l'archevêque de Calabre, et par les inquisiteurs. Mais nul ne peut le confondre, et tous sont surpris de l'authenticité de ses dons ; à tel point que le frère général de l'ordre, Benigno Genova, l'emmène avec lui lors d'une visite aux autres frères de Calabre et que deux papes, Grégoire XV et Urbain VIII en font leur conseiller.
C'est ainsi qu'Humble reste plusieurs années à Rome. Il vit aussi à Naples, au couvent de la Sainte Croix, où il contribue à répandre le culte du bienheureux John Duns Scot, particulièrement vénéré dans le diocèse de Nola.
Après une vie toute remplie d'humilité, de joie divine, du souci des pauvres, et de prière, frère Humble s'éteint le 26 novembre 1637 à Bisignano.

## Culte
Il est béatifié le 29 janvier 1882 par le Pape Léon XIII, et canonisé le 19 mai 2002 par le pape Jean-Paul II. Sa fête est fixée au 26 novembre.

## Citation
Du pape Jean-Paul II :
« Le digne fils de Calabre, Humble de Bisignano, devint le porteur de la Paix du Christ, premier principe de la paix sociale. Il partagea avec saint Ignace le même attachement à la sainteté, à l'école de saint François d'Assise, et, à son tour, a été un témoin majeur de la charité envers son prochain ».